# Kim tự tháp Nam Mazghuna
Kim tự tháp Nam Mazghuna là một trong hai lăng mộ hoàng gia (còn lại là Kim tự tháp Bắc Mazghuna) được xây dựng vào khoảng cuối Vương triều thứ 12 tại vùng Mazghuna, cách nghĩa trang Dahshur 5 km về phía nam. Cả hai kim tự tháp tại Mazghuna vẫn chưa được hoàn thành, và thậm chí tên của vị pharaon được dự định chôn cất tại đây cũng không được tìm thấy.
Các kim tự tháp Mazghuna được Ernest Mackay phát hiện vào năm 1910 và được Flinders Petrie khai quật vào năm sau.

## Chủ nhân
Cả hai kim tự tháp tại Mazghuna đều có nhiều nét tương đồng về cấu trúc giữa chúng với kim tự tháp của pharaon Amenemhat III tại Hawara. Tuy không có bất kỳ sự chứng thực nào nhưng kim tự tháp phía bắc vẫn được gán cho Sobekneferu - nữ hoàng duy nhất và cũng là pharaon cuối cùng của Vương triều thứ 12, con gái của Amenemhat III; trong khi đó, kim tự tháp phía nam được cho là thuộc về pharaon Amenemhat IV - con trai của Amenemhat III.

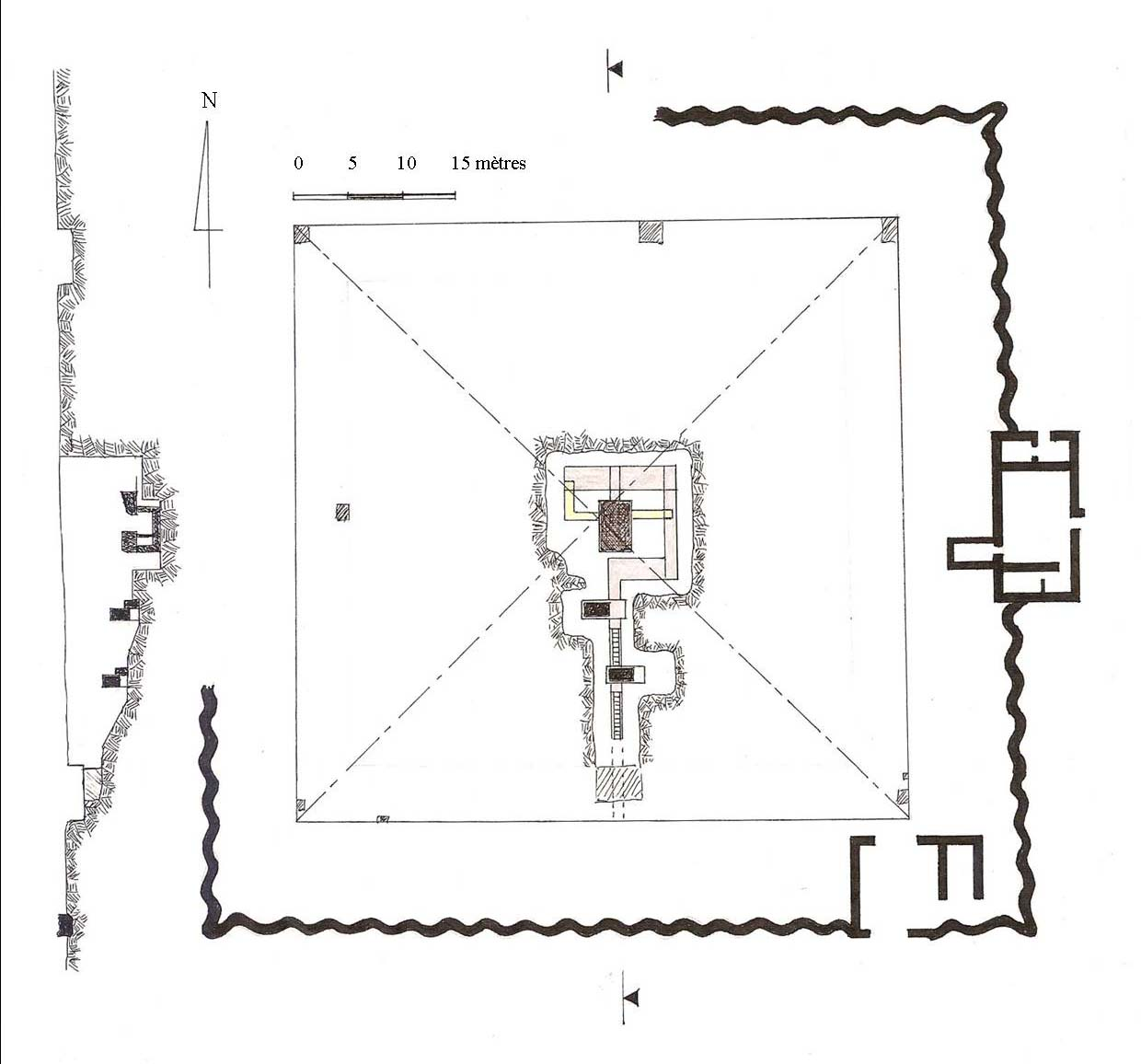
Sơ đồ phức hợp kim tự tháp

Amenemhat IV cũng được cho là chồng của Sobekneferu nhưng bà không bao giờ được gọi là "Vợ của Vua". Amenemhat IV băng hà mà không có con kế vị nên ngai vàng được trao về tay của nữ hoàng Sobekneferu. Sau khi bà qua đời thì Vương triều thứ 12 cũng chấm dứt.
Tuy nhiên, William Christopher Hayes lại nghĩ rằng hai kim tự tháp Mazghuna này được xây dựng vào thời kỳ Vương triều thứ 13, bởi vì chúng cũng có vài điểm tương đồng với Kim tự tháp Khendjer. Trong trường hợp này, các kim tự tháp Mazghuna có thể thuộc sở hữu của hai trong số những pharaon cai trị trước Merneferre Ay.

## Cấu trúc
Kim tự tháp Nam Mazghuna được cho là nhỏ hơn so với hàng xóm của nó, kim tự tháp Bắc Mazghuna, với chiều dài các cạnh xấp xỉ 52,5 mét. Lõi gạch bùn của kim tự tháp đã bị hư hỏng hoàn toàn và không được phủ đá vôi bên ngoài, điều này có thể chứng tỏ, kim tự tháp không bao giờ được hoàn thành.
Kim tự tháp được bao quanh bởi một bức tường gạch bùn xây theo kiểu gợn sóng. Tàn tích của một đền thờ tang lễ bằng gạch bùn nằm bên ngoài, sát tường bao ở phía đông chứ không nằm bên trong như thường lệ, bao gồm một gian phòng trung tâm (hoặc một khoảng sân) và nhiều căn phòng kho ở hai bên. Tại đây có một hành lang dẫn vào kim tự tháp. Góc tây nam của phòng trung tâm là một sảnh thờ có mái đầu hồi.
Lối vào kim tự tháp nằm ở mặt phía nam, mở ra một cầu thang dẫn xuống bên dưới với bậc thang cạn. Cầu thang này dẫn thẳng xuống một hành lang, mà trên đường đi phải băng qua 2 cửa chặn bằng đá granite. Sau đó, hành lang sẽ xoắn một vòng hình vuông rồi dẫn đến phòng chôn cất. Một khối đá thạch anh lấp đầy căn phòng chôn cất này, ở trên khoét 2 lỗ hình chữ nhật để đặt quan tài và những bình chứa nội tạng, tương tự với kim tự tháp Hawara của Amenemhat III. Trần phòng hình vòm được xây từ những khối đá vôi.
Không giống như ở bên kim tự tháp Bắc Mazghuna, người ta phát hiện nhiều vật dụng được chôn trong kim tự tháp Nam này. Chúng bao gồm một cái hũ thạch cao mang hình dáng của loài vịt, 3 chân đèn bằng đá vôi nằm trong một căn phòng nhỏ bên ngoài phòng chôn cất, một cái lọ thạch cao nhỏ đựng phấn kohl và 1 mảnh vỡ của đá xà phòng bên trong quan tài đá.

## Tham khảo

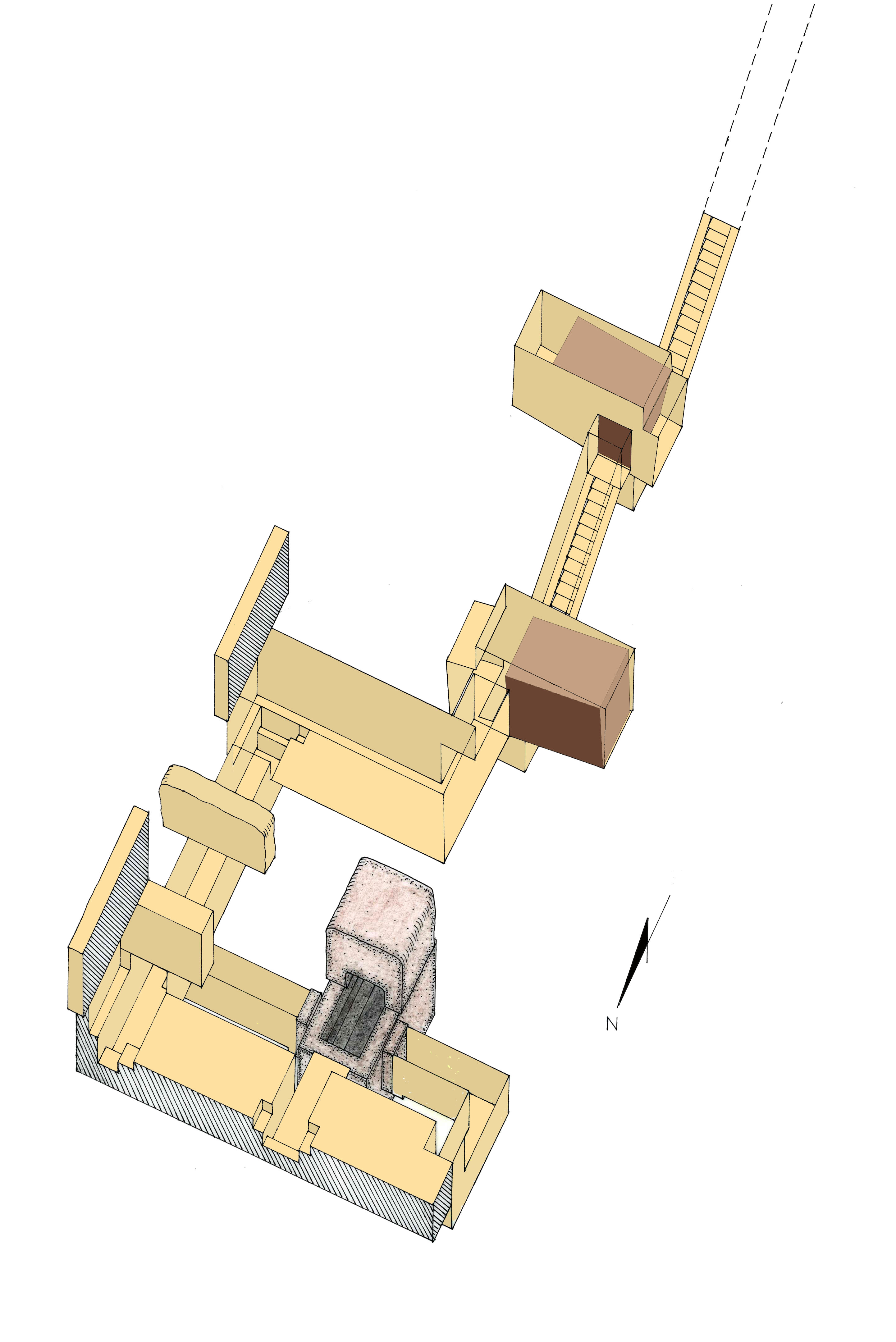
Cấu trúc các phòng ngầm bên dưới